# 小場義易
小場 義易（おば よしやす、慶長6年（1601年） - 万治元年11月13日（1658年12月7日））は、佐竹氏一門の佐竹西家8代当主。久保田藩大館第2代所預。
父は小場義成で、叔父は石塚義辰。母は東家佐竹義久の養女（大塚信濃娘）。養子は佐竹義房。通称は六郎。

## 経歴
慶長6年（1601年）、佐竹家重臣小場義成の子として生まれる。父の跡を継ぎ大館城代を務めた。大館城は、慶長20年（1615年）の一国一城令の例外として破却されることなく残された。関ヶ原の戦いの敗戦による主家の転封により、知行高が5万石から5000石に減じられたため、新田開発による石高増を図り、新田高が8000石に達した。万治元年（1658年）、大館八幡神社を城外に移築する。同年死去。享年58。